# Raine Nuutinen
Raine Tauno Nuutinen (Helsinki, 8 giugno 1931 – Helsinki, 5 agosto 2012) è stato un cestista finlandese.

## Carriera
Con la Finlandia ha disputato i Giochi olimpici di Helsinki 1952 e cinque edizioni dei Campionati europei (1951, 1953, 1955, 1957, 1959).

## Palmarès
- Campionato finlandese: 6

Panteritt: 1953, 1954, 1955, 1956, 1957, 1959